# John Grandisson
John de Grandisson (1292 – 16 de julio de 1369), también escrito Grandison,  fue Obispo de Exeter, en Devon, Inglaterra, desde 1327 hasta su muerte en 1369. Varios trabajos de arte asociados con él sobreviven en la Biblioteca Británica, el Museo Británico y el Louvre en París.

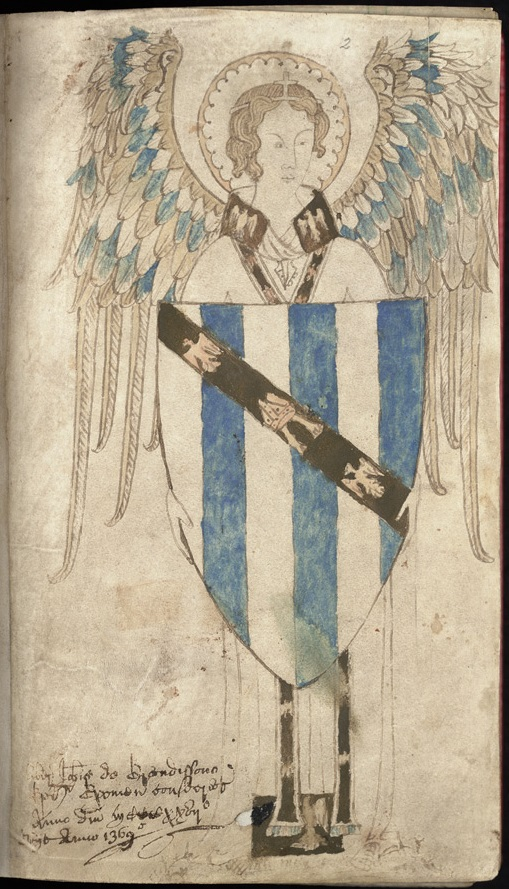
Armas del Obispo Grandisson: Palado de seis piezas de plata y azur, una banda sable cargada con un bonete de obispo sobre una estola de sacerdote entre dos águilas desplegadas de plata. Salterio de Grandisson, Biblioteca Británica. Estas son sus armas paternas con la diferencia de un bonete de obispo sustituido por el tercer águila.

## Bibliografía

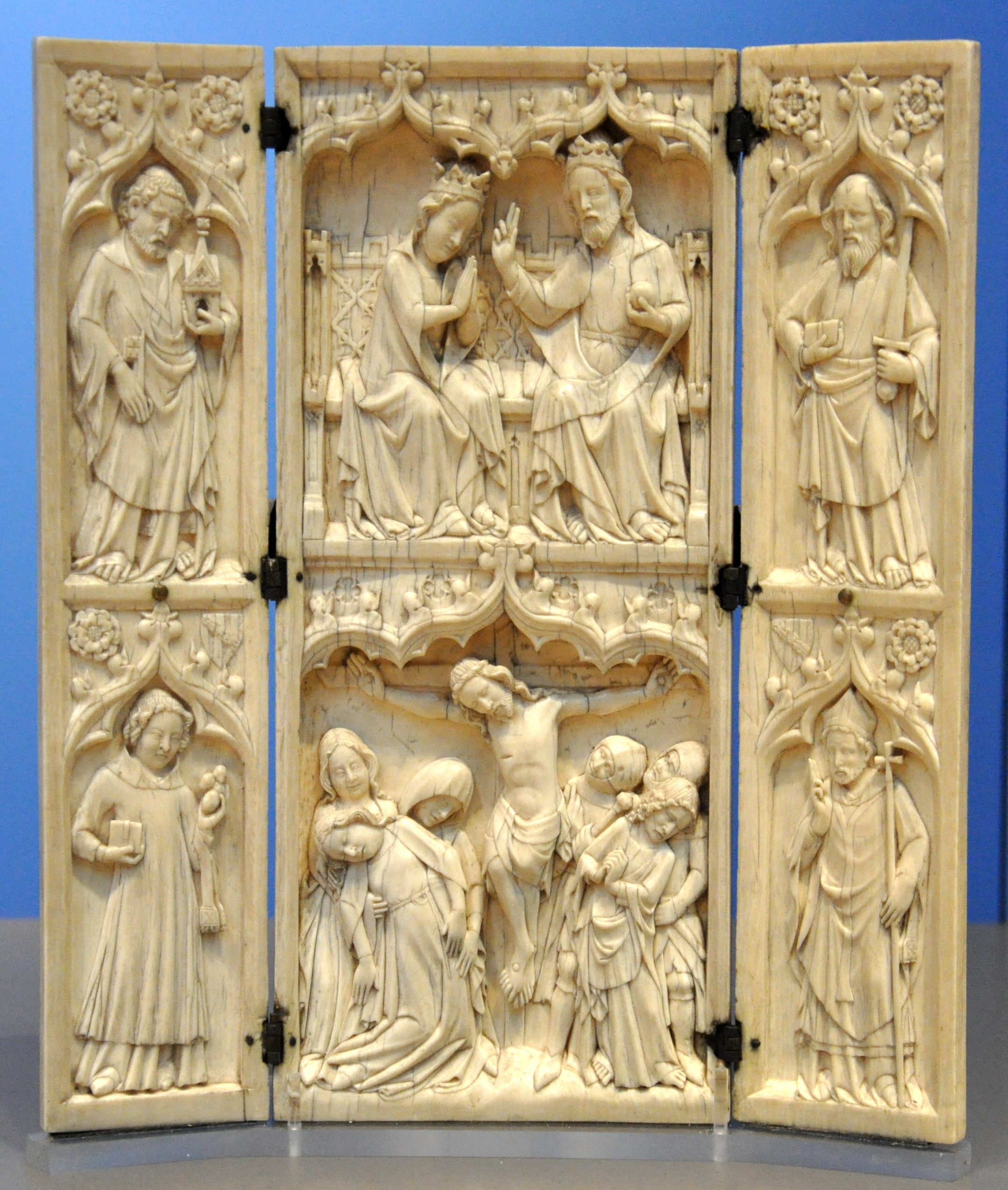
El Tríptico de John Grandisson, que muestra en dos pequeños escudos las armas del Obispo Grandisson. Museo Británico.

### Obispo de Exeter
Grandisson fue nominado como Obispo de Exeter el 10 de agosto de 1327 y fue consagrado el 18 de octubre de 1327 en Aviñón. Su entronización en Exeter fue el 22 de agosto de 1328. Luego diferenció su escudo de armas paterno sustituyendo un bonete de obispo por el águila central en la franja.
La Diócesis de Exeter estaba en cierto desorden después del asesinato del Obispo Stapeldon en 1326 y los dos obispados sucesores breves de James Berkeley y John Godeley. A su llegada a Exeter, Grandisson se encontró con varios problemas, incluida la deuda, la hostilidad de su capítulo y las malas relaciones con Hugh de Courtenay, luego convertido en Conde de Devon. Sin embargo, sus registros reflejan su personalidad enérgica que se manifestaba en su diligente aplicación de la disciplina, la supresión de abusos y el castigo de los infractores. Por otro lado, se preocupaba mucho por la educación y la religión del laicado, fomentando el interés en Santa Sidwell y urgiendo a que se registraran las vidas de los santos de Cornualles. Su residencia principal estaba en su finca de Chudleigh y evidentemente era un viajero poco dispuesto, saliendo raramente de su diócesis para asistir al parlamento o a una convocación eclesiástica.
De Bishop Stapledon, Grandisson heredó una Catedral parcialmente reconstruida. En diciembre de 1328 consagró el altar mayor y luego comenzó a recaudar fondos en la diócesis para completar la nave, de la cual solo se había completado la primera bahía. Fue asistido por el maestro albañil, Thomas Witney, quien había estado trabajando en la catedral desde aproximadamente 1313. Después de la muerte de Witney, hacia 1342, el trabajo continuó a cargo de William Joy. Los principales intereses de Grandisson para la catedral fueron su propia capilla de capellanía, algunas de las claves del techo (especialmente la que representa el asesinato de Thomas Becket, un interés particular suyo), y probablemente el coro de los músicos.
En 1335, Grandisson fundó un Colegio de Canónigos Seculares en Ottery St Mary, Devon, como escuela coral para ocho niños y un Maestro de Gramática, que sobrevive hoy como The King's School. Sin embargo, su proyecto más grande, en el que tuvo un gran interés personal, fue la reconstrucción y establecimiento como iglesia colegiata de la iglesia en Ottery St Mary. Tomando diez años desde 1337, la reconstrucción fue contemporánea con el trabajo en curso en la Catedral de Exeter y su construcción refleja varias características de la catedral. El hermano menor de Grandisson, Otho, ayudó a financiar la iglesia y el escudo de armas familiar apareció ampliamente en todo el edificio, gran parte de los cuales ha sido destruido o restaurado posteriormente.
Grandisson donó la campana mayor en la torre sur de la Catedral de Exeter. Nombrada "Grandison" y refundida al menos tres veces, la campana actual lleva la inscripción "EX DONO IOHANNIS GRANDISON EPISCOPI EXON GVLIELMVS EVANS FECIT 1729".
Durante su episcopado, enfrentó varios movimientos anticlericales en Devon. Por ejemplo, la Orden de Brothelyngham, una falsa orden monástica de 1348, regularmente recorría Exeter, secuestrando tanto a religiosos como a laicos y exigiendo dinero como rescate. También prohibió un culto popular que estaba siendo promovido por una casa de canónigos en el Priorato de Frithelstock.

## Fallecimiento y entierro
Grandisson falleció en Chudleigh el 16 de julio de 1369 y fue enterrado en la capilla en el lado sur de la puerta central de la fachada oeste de la Catedral de Exeter, una capilla que él había mandado construir. La capilla, dedicada a Santa Radegunda, fue desfigurada y su tumba fue destruida, probablemente a principios del siglo XVI.

## Obras de arte sobrevivientes
Se conservan dos trípticos de marfil y un díptico realizados en Inglaterra en la década de 1330 para la devoción privada e inscritos con los emblemas de John Grandisson como Obispo de Exeter. Uno de ellos, ahora conocido como el Tríptico de John Grandisson, se encuentra en el Museo Británico de Londres, y es considerado una obra maestra del tallado medieval inglés. El díptico está en el Museo del Louvre en París.
Un importante salterio conocido como el Salterio de Grandisson, propiedad del Obispo Grandisson, se conserva en la Biblioteca Británica de Londres. Registra la muerte de Grandisson y el hecho de que lo legó a la realeza.
Cuando la tumba saqueada de Grandisson fue reabierta en 1956, se descubrió un pequeño anillo de oro esmaltado. Muestra a la Virgen y al niño y tiene similitudes con esmaltes creados en París alrededor de la década de 1330. Se ha sugerido que, como es demasiado pequeño para ser usado sobre un guante, podría haber sido una de sus posesiones más preciadas, probablemente usada oculta a la vista en su dedo meñique.